# Miguel Peñaloza
Miguel Esteban Peñaloza Barrientos (Cúcuta, 1959) es un ingeniero eléctrico y político colombiano. Fue designado por el presidente Juan Manuel Santos como ministro de Transporte tras la renuncia de Germán Cardona, desempeñándose en este cargo entre el 28 de mayo de 2012 y el 3 de septiembre del mismo año.

## Biografía
Peñaloza Barrientos es Ingeniero Eléctrico de la Universidad Industrial de Santander, tiene una especialización en Ingeniería Financiera de la Universidad de Monterrey, México; y también adelantó estudios de especialización en Ingeniería Ambiental.
En su historial laboral, fue gerente de Termotécnica Coindustrial S.A. y vicepresidente de Planeación del Grupo Ethus, así como presidente de la junta directiva del Grupo Odinsa y miembro de las juntas directivas de Tecnicontrol S.A. y de la Empresa de Energía de Bogotá. Hasta su nombramiento en la cartera de Transporte, Peñaloza se desempeñó como alto Consejero Presidencial para las Regiones y la Participación Ciudadana, desde agosto de 2010. Antes, en 2008 había fungido como consejero Presidencial para las Regiones.